# 追加面
追加面（ついかめん）、補足面（ほそくめん）、補助面（ほじょめん）は、ISO/IEC 10646およびUnicodeにおける最初の面である基本多言語面以外の面のことを言う。

## 概要
Unicodeは、当初現在の基本多言語面だけで全ての文字を表すことを目的として設計されたが、まもなく基本多言語面に全ての文字を入れるのが無理であることが分かり、基本多言語面に入りきらない文字を入れる追加面を定めていくことになった。

## 符号化
追加面の文字は、2バイト固定長方式のUCS-2では使用することが出来ず、UTF-8、UTF-16、UTF-32のいずれの符号化方式でも4バイトで符号化される。UTF-16ではサロゲートペア（代用対）を使う必要がある。

## 現在定められている追加面
2009年現在のUnicode及びISO/IEC 10646で定められている追加面は、以下とおりである。
- 第1面 (Plane 1): 追加多言語面 (Supplementary Multilingual Plane; SMP)
- 第2面 (Plane 2): 追加漢字面 (Supplementary Ideographic Plane; SIP)
- 第3面 (Plane 3): 第三漢字面 (Tertiary Ideographic Plane; TIP)
- 第14面 (Plane 14): 追加特殊用途面 (Supplementary Special‐purpose Plane; SSP)
- 第15～16面 (Plane 15-16): 私用面

## 歴史
- 1991年10月 - Unicodeの最初の版であるUnicode 1.0.0が制定される。基本多言語面に全ての文字を入れることを想定しており追加面は存在していない。
- 1993年5月 - ISO/IEC 10646の最初の版であるISO/IEC 10646-1: 1993が制定される。Unicodeと異なり最初から追加面の存在を想定していた。
- 1996年7月 - Unicode 2.0でサロゲートペア（代用対）が導入され、追加面の存在が可能になった（ただしこの時点では各面の具体的な名称や用途は定められていなかった。）。
- 2001年 - 3月制定のUnicode 3.1および11月制定のISO/IEC 10646-2:2001で追加漢字面、追加多言語面、追加特殊用途面の具体的な内容が定義され、文字の割り当てが始まった。